# Atimura punctissima
Atimura punctissima es una especie de escarabajo del género Atimura, familia Cerambycidae. Fue descrita científicamente por Pascoe en 1865.
Se distribuye por Indonesia, Malasia y Singapur. Posee una longitud corporal de 5-11 milímetros.